# ميشال سليمان
ميشال سليمان (21 نوفمبر 1948 -عمشيت)، رئيس الجمهورية اللبنانية منذ 25 مايو 2008 حتى 25 يناير 2015. وكان قبلها يتولى قيادة الجيش اللبناني وذلك منذ 21 ديسمبر 1998 ولغاية 24 مايو 2008.

## سيرته الذاتية

### السيرة العسكرية
بدأ عمله بالسلك العسكري بعام 1967 عندما تطوع في المدرسة الحربية بصفة تلميذ ضابط، وتخرج منها بعام 1970 برتبة ملازم، وتدرج في خدمته العسكرية من آمر فصيلة مشاة، إلى قائد كتيبة، إلى مدرب في المدرسة الحربية. وفي 4 ديسمبر 1990 تولّى رئاسة فرع مخابرات جبل لبنان، واستمر بتولّي هذه المهمة حتى 24 أغسطس 1991. وبالفترة من 25 أغسطس 1991 إلى 10 يونيو 1993 عُيّن أمينًا للأركان، ومن 11 يونيو 1993 ولغاية 15 يناير 1996 عين قائدًا للواء المشاة الحادي عشر. وفي 15 يناير 1996 رقي إلى رتبة عميد وعُيّن قائدًا للواء المشاة السادس. وفي 21 ديسمبر 1998 رُقّي إلى رتبة عماد وعين قائدًا للجيش، واستمر بتولّي القيادة إلى 24 مايو 2008 عندما أحيل إلى التقاعد بعد انتخابه رئيسًا للجمهورية.

### الدورات التدريبية التي خاضها
- دورة تدرج في بلجيكا من 7 يناير 1971 ولغاية 4 يوليو 1971.
- دورة تقنيات عمل الأركان في فرنسا من 9 فبراير 1981 ولغاية 17 يوليو 1981.
- دورة أركان في كلية القيادة والأركان اعتباراً من 6 يونيو 1988 ولمدة سنة.
- دورة إدارة الموارد الدفاعية في الولايات المتحدة من 22 يونيو 1995 ولغاية 25 يوليو 1995.

### أهم أعماله أثناء قيادته للجيش
- استكمال وإعادة تنظيم هيكلية الجيش اللبناني بعد تعديل قانون خدمة العلم.
- كشف ومهاجمة منظمات إرهابية متطرفة في جرود الشمال مطلع سنه 2000 والقضاء على معظم أفرادها وتفكيك الخلايا المرتبطة بها في المناطق كافة وتوقيف عناصرها.
- التصدي للاعتداءات الإسرائيلية ودعم المقاومة اللبنانية حتى تحرير الجنوب من الإحتلال الإسرائيلي عام 2000.
- تكريس دور الجيش حاميًا للديمقراطية وليس جيشًا للسلطة يقمع المعارضين لسياستها بل جيش للوطن يحفظ أمن المواطن ويحافظ على حقوقه. وقد تجلى دوره الوطني في الحفاظ على أمن المتظاهرين والمؤسسات العامة والخاصة وحرية التعبير طيلة عام 2005 بعد اغتيال الرئيس رفيق الحريري، ومن سنه 2006 بحماية اعتصام المعارضة.
- إكمال عملية الانتشار في كافة الأراضي اللبنانية بعد انسحاب الجيش السوري بتاريخ 26 أبريل 2005 إثر اغتيال رئيس الوزراء اللبناني رفيق الحريري وما حصل من اضطرابات وإخلال بالأمن في بداية العام 2007.
- اقتراح خطة لإنهاء الحرب الإسرائيلية على لبنان والتي حصلت في 12 يوليو 2006 كحل مشرف، وتضمنت هذه الخطة التخطيط والتحضير لنشر الجيش اللبناني في الجنوب وعلى المعابر البرية والبحرية. تم تنفيذ هذه العملية بدقة وتفان وبنهايتها في 2 أكتوبر برفع العلم اللبناني على تلة اللبونة المحاذية للحدود الجنوبية إيذانًا بعودة السيادة إلى الجنوب.
- مناهضة الإرهاب والتعصب، وأبرز العمليات:
  - كشف عدة شبكات إرهاب وتجسس إسرائيلية، وآخرها الشبكة التي كشفت خلال عملية «مفاجأة الفجر» في 10 يونيو 2006.
  - مهاجمة تنظيم فتح الإسلام في مخيم نهر البارد بتاريخ 20 مايو 2007 ردًا على الغدر الذي تعرضت له مراكز العسكريين في محيط المخيم وبعض المناطق الأخرى، وتم القضاء على بنية هذا التنظيم داخل وخارج المخيم، الأمر الذي لقي التفافًا شعبيًا غير مسبوق حول دور الجيش في الحفاظ على الوحدة الوطنية للمرة الأولى في تاريخ لبنان.

### مؤهلاته العملية والثقافية
بالإضافة لسيرته العسكرية والدورات التي خاضها فهو حاصل على إجازة في العلوم السياسية والإدارية من الجامعة اللبنانية والتي حاز عليها بعام 1980، كما إنه يتقن بالإضافة للعربية الإنجليزية والفرنسية.

### انتخابه رئيسًا للجمهورية
بعد نهايه ولايه رئيس الجمهورية إميل لحود وحصول فراغ في منصب الرئاسة واشتداد الخلافات بين المعارضة والموالاة حول المرشح التوافقي للمنصب، حيث كان الطرفان يرفضان جميع الأسماء كونها إما تنتمي للموالاة أو للمعارضة. وفي 2 ديسمبر 2007 أعلنت الموالاة عن تبنيها اسم قائد الجيش كرئيس توافقي للجمهورية داعية إلى أوسع تضامن وطني حول هذه المبادرة. وقد قبلت المعارضة هذا الترشيح كرئيس توافقي إلا أن عملية انتخابه تعطلت ليس بسبب الخلاف على شخصه ولكن بسبب الخلاف بين الفرقاء على الآليات المرتبطة بتوليه المنصب مثل تشكيل حكومة جديدة وقانون الانتخابات. لكن بعد توقيع الفرقاء اللبنانيون على اتفاق الدوحة في 21 مايو 2008 والذي عمل على إنهاء هذه الخلافات فإنه مهد الطريق أمامه لتولي رئاسة لبنان. وانتخب رِئيسًا للجمهورية في 25 مايو 2008 وسط حضور عربي ودولي كبير تقدمهم أمير دولة قطر الشيخ حمد بن خليفة آل ثاني ورئيس وزرائه حمد بن جاسم آل ثاني وأمين عام جامعة الدول العربية عمرو موسى ورئيس وزراء تركيا رجب طيب أردوغان ووزير خارجية السعودية الأمير سعود الفيصل ووزير الخارجية السوري وليد المعلم ووزير الخارجية الإيراني منوشهر متكي ووزير الخارجية الفرنسي برنار كوشنار ورئيس البرلمان العربي محمد جاسم الصقر ورؤساء عدد من المجالس التشريعية العربية ووزراء خارجية عرب وأجانب.
خلال عهده، تم الاتفاق على اعلان بعبدا كنتيجة لطاولة الحوار بين هيئة الحوار الوطني اللبناني التي شكلها الرئيس ميشال سليمان في مقر رئاسة الجمهورية في بعبدا.

### الأوسمة التي حاز عليها
- وسام الأرز الوطني من رتبة فارس.
- رتبة الوشاح الأكبر - الاستحقاق اللبناني من الدرجات الثالثة والثانية والأولى.
- الفخر العسكري من الدرجة الفضية.
- وسام الحرب.
- التقدير العسكري من الدرجة الفضية.
- وسام الوحدة الوطنية.
- وسام فجر الجنوب.
- وسام الاستحقاق السوري من الدرجة الممتازة.
- وسام الشرف للاتحاد العربي.
- وسام الاتحاد العربي للرياضة العسكرية من الطبقة الثانية برتبه قائد.
- وسام من رئيس جمهورية أوكرانيا.
- وسام من وزارة الدفاع لجمهورية روسيا الاتحادية عام 2007.
- وسام الميدالية العسكرية.
- ميدالية الأمن الداخلي.
- ميدالية الأمن العام.
- ميدالية أمن الدولة.
- الميدالية التذكارية للمؤتمرات للعام 2002.
- قلادة الملك عبد العزيز من خادم الحرمين الشريفين الملك عبد الله بن عبد العزيز آل سعود عام 2008.
- قلادة مبارك الكبير من أمير دولة الكويت الشيخ صباح الأحمد الجابر الصباح في 20 يناير 2009.[8]

## حياته الأسرية
متزوج من السيدة وفاء سليمان ولهما من الأبناء:
- ريتا.
- لارا.
- شربل.

## روابط خارجية
- ميشال سليمان على موقع الموسوعة البريطانية (الإنجليزية)
- ميشال سليمان على موقع مونزينجر (الألمانية)